# CAF Champions League
La CAF Champions League, già Coppa dei Campioni d'Africa è la massima competizione calcistica per club del continente africano. Il torneo assunse questo nome nel 1997, quando, sull'esempio europeo, si è sostituito il formato della Coppa dei Campioni d'Africa con quello della Champions League a gironi preliminari e fase finale ad eliminazione diretta.
Si svolge da novembre (turni preliminari) al mese di maggio/giugno (finale andata/ritorno) ed assegna il titolo di campione d'Africa per club. I vincitori del torneo acquisiscono il diritto di partecipare alla Supercoppa CAF, in cui affrontano i vincitori della Coppa della Confederazione CAF, e alla Coppa del mondo per club FIFA, manifestazione che assegna il titolo di campione del mondo per club.
La competizione è stata vinta da 26 squadre, 11 delle quali sono diventate Campione d'Africa per più di una volta. La squadra più titolata è l'Al-Ahly con 12 titoli, seguito da Zamalek (5), TP Mazembe (5), Espérance di Tunisi (4), Raja Casablanca (3), Wydad Casablanca (3), Canon Yaoundé (3), Hafia (3).

## Formula

Il logo della CAF Champions League dal 2005 al 2008 (con la sponsorizzazione di MTN).

La formula attuale prevede l'eliminazione diretta nei primi tre turni fino agli ottavi di finale: le squadre sconfitte sono ammesse alla CAF Confederation Cup mentre le otto qualificate danno vita a due gironi da quattro squadre ciascuno. Dopo partite di andata e ritorno, le prime due qualificate di ciascun girone disputano semifinali e finali. Dal 2005 la vincitrice finale è ammessa alla Coppa del mondo per club FIFA.
Le 12 federazioni maggiori iscritte alla CAF possono iscrivere una seconda squadra. Sono in ordine alfabetico: Algeria; Angola; Camerun; Repubblica Democratica del Congo; Costa d'Avorio; Egitto; Ghana; Marocco; Nigeria; Senegal; Sudafrica; Tunisia.

## Storia
La CAF Champions League è la naturale prosecuzione della Coppa dei Campioni d'Africa, nata nel 1964 e contesa da allora ogni anno, con l'esclusione del 1965, dai club vincitori dei vari campionati nazionali iscritti alla CAF. Nel 1974 fu introdotta la regola del gol fuori casa, da applicare in caso di parità.
Introdotta nel 1997, la formula dei due gironi dei quarti di finale è rimasta pressoché invariata nel corso degli anni, con due o più turni preliminari per arrivare ad avere otto squadre nella fase a gironi. Dal 2004 alcune lievi modifiche hanno permesso alle 12 maggiori federazioni africane di ammettere alla competizione una seconda squadra. 
Nel 2007 l'Étoile Sportive du Sahel vinse il trofeo per la prima volta, alla terza finale giocata, battendo in finale gli egiziani dell'Al-Ahly e interrompendo il dominio della squadra del Cairo (2 vittorie e 3 finali consecutive). Nel 2008 l'Al-Ahly si confermò squadra egemone grazie al successo in finale contro la squadra camerunese del Cotonsport Garoua. Il club del Cairo sollevò la sesta coppa, la terza nei precedenti quattro anni, e divenne la squadra più titolata d'Africa staccando l'altra squadra della capitale egiziana, lo Zamalek, acerrima rivale dell'Al-Ahly. Le edizioni 2009 e 2010 furono vinte dalla formazione congolese del TP Mazembe, che bissò la doppietta delle stagioni 1967 e 1968, quando ancora si chiamava TP Enlgebert. 
Il decennio seguente vide prevalere le compagini nordafricane, con Wydad Casablanca, Al-Ahly ed Espérance di Tunisi che si aggiudicarono due trofei a testa (queste ultime due squadre riescono anche a bissare il successo dell'anno prima), mentre una vittoria andò all'ES Sétif. Nel 2020 Zamalek e Al-Ahly, protagoniste del derby del Cairo, si sono scontrate in finale per la prima volta nella storia del torneo, con la vittoria dell'Al-Ahly, che ripeté il successo l'anno seguente, giungendo a quota 10 titoli. Lo stesso Al-Ahly fu sconfitto dal Wydad Casablanca nella finale del 2021-2022.

## Albo d'oro
| Stagione  | Campione                                         | Risultato        | Risultato       | Secondo posto                                | Semifinaliste                                 | Semifinaliste                                     |
| Stagione  | Campione                                         | Andata           | Ritorno         | Secondo posto                                | sconfitta dalla vincitrice finale             | sconfitta dalla finalista perdente                |
| --------- | ------------------------------------------------ | ---------------- | --------------- | -------------------------------------------- | --------------------------------------------- | ------------------------------------------------- |
| 1964      | Oryx Douala (Camerun)                            | 2 - 1            | 2 - 1           | Stade Malien (Mali)                          | Real Republicans (Ghana)                      | Cotton FC (Etiopia)                               |
| 1966      | Stade d'Abidjan (Costa d'Avorio)                 | 1 - 3            | 4 - 1           | Real Bamako (Mali)                           | Al-Hilal Omdurman (Sudan)                     | Oryx Douala (Camerun)                             |
| 1967      | TP Englebert (Congo Kinshasa)                    | 1 - 1            | 2 - 2           | Asante Kotoko (Ghana)                        | Djoliba (Mali)                                | St. George (Etiopia)                              |
| 1968      | TP Englebert (Congo Kinshasa)                    | 5 - 0            | 1 - 4           | Étoile Lomé (Togo)                           | FAR Rabat (Marocco)                           | Abaluhya United (Kenya)                           |
| 1969      | Ismaily (Repubblica Araba Unita)                 | 2 - 2            | 3 - 1           | TP Englebert (Congo Kinshasa)                | Asante Kotoko (Ghana)                         | Conakry II (Guinea)                               |
| 1970      | Asante Kotoko (Ghana)                            | 2 - 2            | 3 - 1           | TP Englebert (Congo Kinshasa)                | Ismaily (Repubblica Araba Unita)              | Kaloum Star (Guinea)                              |
| 1971      | Canon Yaoundé (Camerun)                          | 3 - 0            | 0 - 2           | Asante Kotoko (Ghana)                        | ASEC Mimosas (Costa d'Avorio)                 | Great Olympics (Ghana)                            |
| 1971      | Canon Yaoundé (Camerun)                          | Spareggio: 1 - 0 |                 | Asante Kotoko (Ghana)                        | ASEC Mimosas (Costa d'Avorio)                 | Great Olympics (Ghana)                            |
| 1972      | Hafia (Guinea)                                   | 4 - 2            | 3 - 2           | Simba FC (Uganda)                            | TP Mazembe (Zaire)                            | Hearts of Oak (Ghana)                             |
| 1973      | Vita Club (Zaire)                                | 2 - 4            | 3 - 0           | Asante Kotoko (Ghana)                        | Léopards de Douala (Camerun)                  | Kenya Breweries (Kenya)                           |
| 1974      | CARA Brazzaville (Repubblica Popolare del Congo) | 4 - 2            | 2 - 1           | Ghazl El-Mehalla (Egitto)                    | Jeanne d'Arc (Senegal)                        | Simba (Tanzania)                                  |
| 1975      | Hafia (Guinea)                                   | 1 - 0            | 2 - 1           | Enugu Rangers (Nigeria)                      | Ghazl El-Mehalla (Egitto)                     | Lomé 1 (Togo)                                     |
| 1976      | MC Alger (Algeria)                               | 0 - 3            | 3 - 0 (3-0 dtr) | Hafia (Guinea)                               | ASEC Mimosas (Costa d'Avorio)                 | Enugu Rangers (Nigeria)                           |
| 1977      | Hafia (Guinea)                                   | 3 - 2            | 1 - 0           | Hearts of Oak (Ghana)                        | Lomé 1 (Togo)                                 | Mufulira Wanderers (Zambia)                       |
| 1978      | Canon Yaoundé (Camerun)                          | 0 - 0            | 2 - 0           | Hafia (Guinea)                               | Enugu Rangers (Nigeria)                       | Vita Club (Zaire)                                 |
| 1979      | Union Douala (Camerun)                           | 1 - 0            | 0 - 1 (5-3 dtr) | Hearts of Oak (Ghana)                        | Motema Pembe (Repubblica Popolare del Congo)  | Gorée (Senegal)                                   |
| 1980      | Canon Yaoundé (Camerun)                          | 2 - 2            | 3 - 0           | AS Bilima (Zaire)                            | Bendel Insurance (Nigeria)                    | Union Douala (Camerun)                            |
| 1981      | JE Tizi-Ouzou (Algeria)                          | 4 - 0            | 1 - 0           | Vita Club (Zaire)                            | Al-Ahly (Egitto)                              | AS Kaloum Star (Guinea)                           |
| 1982      | Al-Ahly (Egitto)                                 | 3 - 0            | 1 - 1           | Asante Kotoko (Ghana)                        | Enugu Rangers (Nigeria)                       | Saint Éloi Lupopo (Repubblica Popolare del Congo) |
| 1983      | Asante Kotoko (Ghana)                            | 0 - 0            | 1 - 0           | Al-Ahly (Egitto)                             | Nkana Red Devils (Zambia)                     | Diaraf (Senegal)                                  |
| 1984      | Zamalek (Egitto)                                 | 2 - 0            | 1 - 0           | Shooting Stars (Nigeria)                     | JE Tizi-Ouzou (Algeria)                       | Semassi (Togo)                                    |
| 1985      | FAR Rabat (Marocco)                              | 5 - 2            | 1 - 1           | AS Bilima (Zaire)                            | Zamalek (Egitto)                              | Gorée (Senegal)                                   |
| 1986      | Zamalek (Egitto)                                 | 2 - 0            | 0 - 2 (4-2 dtr) | Africa Sports (Costa d'Avorio)               | Canon Yaoundé (Camerun)                       | Nkana Red Devils (Zambia)                         |
| 1987      | Al-Ahly (Egitto)                                 | 0 - 0            | 2 - 0           | Al-Hilal Omdurman (Sudan)                    | Asante Kotoko (Ghana)                         | Canon Yaoundé (Camerun)                           |
| 1988      | ES Sétif (Algeria)                               | 0 - 1            | 4 - 0           | Iwuanyanwu (Nigeria)                         | Al-Ahly (Egitto)                              | Raja Casablanca (Marocco)                         |
| 1989      | Raja Casablanca (Marocco)                        | 1 - 0            | 0 - 1 (4-2 dtr) | MC Oran (Algeria)                            | Tonnerre Yaoundé (Camerun)                    | Nkana Red Devils (Zambia)                         |
| 1990      | JS Kabylie (Algeria)                             | 1 - 0            | 0 - 1 (5-3 dtr) | Nkana Red Devils (Zambia)                    | Asante Kotoko (Ghana)                         | Iwuanyanwu (Nigeria)                              |
| 1991      | Club Africain (Tunisia)                          | 6 - 2            | 1 - 1           | Villa (Uganda)                               | Nkana Red Devils (Zambia)                     | Iwuanyanwu (Nigeria)                              |
| 1992      | Wydad Casablanca (Marocco)                       | 2 - 0            | 0 - 0           | Al-Hilal Omdurman (Sudan)                    | Ismaily (Egitto)                              | ASEC Mimosas (Costa d'Avorio)                     |
| 1993      | Zamalek (Egitto)                                 | 0 - 0            | 0 - 0 (7-6 dtr) | Asante Kotoko (Ghana)                        | Stationery Stores (Nigeria)                   | ASEC Mimosas (Costa d'Avorio)                     |
| 1994      | Espérance (Tunisia)                              | 0 - 0            | 3 - 1           | Zamalek (Egitto)                             | MC Oran (Algeria)                             | Nkana (Zambia)                                    |
| 1995      | Orlando Pirates (Sudafrica)                      | 2 - 2            | 1 - 0           | ASEC Mimosas (Costa d'Avorio)                | Ismaily (Egitto)                              | Express (Uganda)                                  |
| 1996      | Zamalek (Egitto)                                 | 1 - 2            | 2 - 1 (5-4 dtr) | Shooting Stars (Nigeria)                     | Sfaxien (Tunisia)                             | JS Kabylie (Algeria)                              |
| Stagione  | Campione                                         | Risultato        | Risultato       | Finalista                                    | Seconde classificate della fase a gironi      | Seconde classificate della fase a gironi          |
| 1997      | Raja Casablanca (Marocco)                        | 0 - 1            | 1 - 0 (5-4 dtr) | Obuasi Goldfields (Ghana)                    | USM Alger (Algeria)                           | Zamalek (Egitto)                                  |
| 1998      | ASEC Mimosas (Costa d'Avorio)                    | 4 - 2            | 0 - 0           | Dynamos (Zimbabwe)                           | Manning Rangers (Sudafrica)                   | Hearts of Oak (Ghana)                             |
| 1999      | Raja Casablanca (Marocco)                        | 0 - 0            | 0 - 0 (4-3 dtr) | Espérance (Tunisia)                          | Al-Ahly (Egitto)                              | ASEC Mimosas (Costa d'Avorio)                     |
| 2000      | Hearts of Oak (Ghana)                            | 2 - 1            | 3 - 1           | Espérance (Tunisia)                          | Al-Ahly (Egitto)                              | M. Sundowns (RSA)                                 |
| Stagione  | Campione                                         | Risultato        | Risultato       | Finalista                                    | Semifinaliste                                 | Semifinaliste                                     |
| Stagione  | Campione                                         | Andata           | Ritorno         | Finalista                                    | sconfitta dalla vincitrice finale             | sconfitta dalla finalista perdente                |
| 2001      | Al-Ahly (Egitto)                                 | 1 - 1            | 3 - 0           | M. Sundowns (Sudafrica)                      | Espérance (Tunisia)                           | Petro Atlético (Angola)                           |
| 2002      | Zamalek (Egitto)                                 | 0 - 0            | 1 - 0           | Raja Casablanca (Marocco)                    | TP Mazembe (Repubblica Democratica del Congo) | ASEC Mimosas (Costa d'Avorio)                     |
| 2003      | Enyimba (Nigeria)                                | 2 - 0            | 0 - 1           | Ismaily (Egitto)                             | USM Alger (Algeria)                           | Espérance (Tunisia)                               |
| 2004      | Enyimba (Nigeria)                                | 1 - 2            | 2 - 1 (5-3 dtr) | Étoile du Sahel (Tunisia)                    | Espérance (Tunisia)                           | Jeanne d'Arc (Senegal)                            |
| 2005      | Al-Ahly (Egitto)                                 | 0 - 0            | 3 - 0           | Étoile du Sahel (Tunisia)                    | Zamalek (Egitto)                              | Raja Casablanca (Marocco)                         |
| 2006      | Al-Ahly (Egitto)                                 | 1 - 1            | 1 - 0           | Sfaxien (Tunisia)                            | ASEC Mimosas (Costa d'Avorio)                 | Orlando Pirates (Sudafrica)                       |
| 2007      | Étoile du Sahel (Tunisia)                        | 0 - 0            | 3 - 1           | Al-Ahly (Egitto)                             | Al-Hilal Omdurman (Sudan)                     | Al-Ittihad Tripoli (Libia)                        |
| 2008      | Al-Ahly (Egitto)                                 | 2 - 0            | 2 - 2           | Cotonsport Garoua (Camerun)                  | Enyimba (Nigeria)                             | Dynamos (Zimbabwe)                                |
| 2009      | TP Mazembe (Repubblica Democratica del Congo)    | 1 - 2            | 1 - 0           | Heartland (Nigeria)                          | Kano Pillars (Nigeria)                        | Al-Hilal Omdurman (Sudan)                         |
| 2010      | TP Mazembe (Repubblica Democratica del Congo)    | 5 - 0            | 1 - 1           | Espérance (Tunisia)                          | JS Kabylie (Algeria)                          | Al-Ahly (Egitto)                                  |
| 2011      | Espérance (Tunisia)                              | 0 - 0            | 1 - 0           | Wydad Casablanca (Marocco)                   | Al-Hilal Omdurman (Sudan)                     | Enyimba (Nigeria)                                 |
| 2012      | Al-Ahly (Egitto)                                 | 1 - 1            | 2 - 1           | Espérance (Tunisia)                          | Sunshine Stars (Nigeria)                      | TP Mazembe (Repubblica Democratica del Congo)     |
| 2013      | Al-Ahly (Egitto)                                 | 1 - 1            | 2 - 1           | Orlando Pirates (Sudafrica)                  | Cotonsport Garoua (Camerun)                   | Espérance (Tunisia)                               |
| 2014      | ES Sétif (Algeria)                               | 2 - 2            | 1 - 1           | Vita Club (Repubblica Democratica del Congo) | TP Mazembe (Repubblica Democratica del Congo) | Sfaxien (Tunisia)                                 |
| 2015      | TP Mazembe (Repubblica Democratica del Congo)    | 2 - 1            | 2 - 0           | USM Alger (Algeria)                          | Al-Merrikh (Sudan)                            | Al-Hilal Omdurman (Sudan)                         |
| 2016      | M. Sundowns (Sudafrica)                          | 3 - 0            | 0 - 1           | Zamalek (Egitto)                             | ZESCO Utd (Zambia)                            | Wydad Casablanca (Marocco)                        |
| 2017      | Wydad Casablanca (Marocco)                       | 1 - 1            | 1 - 0           | Al-Ahly (Egitto)                             | USM Alger (Algeria)                           | Étoile du Sahel (Tunisia)                         |
| 2018      | Espérance (Tunisia)                              | 1 - 3            | 3 - 0           | Al-Ahly (Egitto)                             | Primeiro de Agosto (Angola)                   | ES Sétif (Algeria)                                |
| 2018-2019 | Espérance (Tunisia)                              | 1 - 1            | Abbandonata     | Wydad Casablanca (Marocco)                   | TP Mazembe (Repubblica Democratica del Congo) | M. Sundowns (Sudafrica)                           |
| 2019-2020 | Al-Ahly (Egitto)                                 | 2 - 1            | 2 - 1           | Zamalek (Egitto)                             | Wydad Casablanca (Marocco)                    | Raja Casablanca (Marocco)                         |
| 2020-2021 | Al-Ahly (Egitto)                                 | 3 - 0            | 3 - 0           | Kaizer Chiefs (Sudafrica)                    | Espérance (Tunisia)                           | Wydad Casablanca (Marocco)                        |
| 2021-2022 | Wydad Casablanca (Marocco)                       | 2 - 0            | 2 - 0           | Al-Ahly (Egitto)                             | Petro Atlético (Angola)                       | ES Sétif (Algeria)                                |
| 2022-2023 | Al-Ahly (Egitto)                                 | 2 - 1            | 1 - 1           | Wydad Casablanca (Marocco)                   | Espérance (Tunisia)                           | M. Sundowns (Sudafrica)                           |
| 2023-2024 | Al-Ahly (Egitto)                                 | 0 - 0            | 1 - 0           | Espérance (Tunisia)                          | TP Mazembe (Congo)                            | M. Sundowns (Sudafrica)                           |
| 2024-2025 | Pyramids (Egitto)                                | 1 - 1            | 2 - 1           | M. Sundowns (Sudafrica)                      | Orlando Pirates (Sudafrica)                   | Al-Ahly (Egitto)                                  |

## Statistiche

### Vittorie per squadra
| Squadra                | Vittorie | Secondi posti | Anni vittorie                                                          | Anni secondi posti           |
| ---------------------- | -------- | ------------- | ---------------------------------------------------------------------- | ---------------------------- |
| Al-Ahly                | 12       | 5             | 1982, 1987, 2001, 2005, 2006, 2008, 2012, 2013, 2020, 2021, 2023, 2024 | 1983, 2007, 2017, 2018, 2022 |
| Zamalek                | 5        | 3             | 1984, 1986, 1993, 1996, 2002                                           | 1994, 2016, 2020             |
| TP Mazembe             | 5        | 2             | 1967, 1968, 2009, 2010, 2015                                           | 1969, 1970                   |
| Espérance Tunisi       | 4        | 5             | 1994, 2011, 2018, 2019                                                 | 1999, 2000, 2010, 2012, 2024 |
| Wydad Casablanca       | 3        | 3             | 1992, 2017, 2022                                                       | 2011, 2019, 2023             |
| Raja Casablanca        | 3        | 1             | 1989, 1997, 1999                                                       | 2002                         |
| Hafia FC               | 3        | 2             | 1972, 1975, 1977                                                       | 1976, 1978                   |
| Canon Yaoundé          | 3        | 0             | 1971, 1978, 1980                                                       | -                            |
| Asante Kotoko          | 2        | 5             | 1970, 1983                                                             | 1967, 1971, 1973, 1982, 1993 |
| JS Kabylie             | 2        | 0             | 1981, 1990                                                             | -                            |
| ES Sétif               | 2        | 0             | 1988, 2014                                                             | -                            |
| Enyimba                | 2        | 0             | 2003, 2004                                                             | -                            |
| Vita Club              | 1        | 2             | 1973                                                                   | 1981, 2014                   |
| Hearts of Oak          | 1        | 2             | 2000                                                                   | 1977, 1979                   |
| Étoile du Sahel        | 1        | 2             | 2007                                                                   | 2004, 2005                   |
| Mamelodi Sundowns      | 1        | 2             | 2016                                                                   | 2001, 2025                   |
| Ismaily                | 1        | 1             | 1969                                                                   | 2003                         |
| Orlando Pirates        | 1        | 1             | 1995                                                                   | 2013                         |
| ASEC Mimosas           | 1        | 1             | 1998                                                                   | 1995                         |
| Oryx Douala            | 1        | 0             | 1964                                                                   | -                            |
| Stade d'Abidjan        | 1        | 0             | 1966                                                                   | -                            |
| CARA Brazzaville       | 1        | 0             | 1974                                                                   | -                            |
| MC Algeri              | 1        | 0             | 1976                                                                   | -                            |
| Union Douala           | 1        | 0             | 1979                                                                   | -                            |
| FAR Rabat              | 1        | 0             | 1985                                                                   | -                            |
| Club Africain          | 1        | 0             | 1991                                                                   | -                            |
| Pyramids               | 1        | 0             | 2025                                                                   | -                            |
| AS Bilima              | 0        | 2             | -                                                                      | 1980, 1985                   |
| Shooting Stars         | 0        | 2             | -                                                                      | 1984, 1996                   |
| Al-Hilal               | 0        | 2             | -                                                                      | 1987, 1992                   |
| Heartland              | 0        | 2             | -                                                                      | 1988, 2009                   |
| Stade Malien           | 0        | 1             | -                                                                      | 1964                         |
| Real Bamako            | 0        | 1             | -                                                                      | 1966                         |
| Étoile Filante de Lomé | 0        | 1             | -                                                                      | 1968                         |
| Simba FC               | 0        | 1             | -                                                                      | 1972                         |
| Ghazl El-Mehalla       | 0        | 1             | -                                                                      | 1974                         |
| Enugu Rangers          | 0        | 1             | -                                                                      | 1975                         |
| Africa Sports          | 0        | 1             | -                                                                      | 1986                         |
| MC Oran                | 0        | 1             | -                                                                      | 1989                         |
| Nkana Red Devils       | 0        | 1             | -                                                                      | 1990                         |
| SC Villa               | 0        | 1             | -                                                                      | 1991                         |
| Ashanti Gold           | 0        | 1             | -                                                                      | 1997                         |
| Dynamos FC             | 0        | 1             | -                                                                      | 1998                         |
| CS Sfaxien             | 0        | 1             | -                                                                      | 2006                         |
| Coton Sport            | 0        | 1             | -                                                                      | 2008                         |
| USM Alger              | 0        | 1             | -                                                                      | 2015                         |
| Kaizer Chiefs          | 0        | 1             | -                                                                      | 2021                         |

1. ↑  Inclusi i titoli vinti come TP Englebert
2. ↑  Inclusi i titoli vinti come JE Tizi-Ouzou
3. ↑  Inclusi i titoli vinti come Iwuanyanwu Nationale FC
4. ↑  Esclusi i titoli vinti come Obuasi Goldfields

### Vittorie per nazione
| Nazioni                                           | Vittorie | Finali perse | Club vincitori                                                        |
| ------------------------------------------------- | -------- | ------------ | --------------------------------------------------------------------- |
| Egitto (ex Repubblica Araba Unita)                | 18       | 9            | Al-Ahly (11), Al-Zamalek (5), Ismaily (1), Pyramids (1)               |
| Marocco                                           | 7        | 4            | Raja Casablanca (3), Wydad Casablanca (3), FAR Rabat (1)              |
| Tunisia                                           | 6        | 7            | Espérance Tunisi (4), Club Africain (1), Étoile Sportive du Sahel (1) |
| RD del Congo (ex Zaire)                           | 6        | 6            | TP Mazembe (5), Association Sportive Vita Club (1)                    |
| Algeria                                           | 5        | 2            | JS Kabylie (2), ES Sétif (2), MC Alger (1)                            |
| Camerun                                           | 5        | 1            | Canon Yaoundé (3), Union Douala (1), Oryx Douala (1)                  |
| Ghana                                             | 3        | 8            | Asante Kotoko (2), Hearts of Oak (1)                                  |
| Guinea                                            | 3        | 2            | Hafia FC (3)                                                          |
| Nigeria                                           | 2        | 5            | Enyimba FC (2)                                                        |
| Sudafrica                                         | 2        | 4            | Orlando Pirates (1), Mamelodi Sundowns (1)                            |
| Costa d'Avorio                                    | 2        | 2            | ASEC Mimosas (1), Stade d'Abidjan (1)                                 |
| Rep. del Congo (ex Repubblica Popolare del Congo) | 1        | 0            | CARA Brazzaville (1)                                                  |
| Mali                                              | 0        | 2            |                                                                       |
| Uganda                                            | 0        | 2            |                                                                       |
| Sudan                                             | 0        | 2            |                                                                       |
| Togo                                              | 0        | 1            |                                                                       |
| Zambia                                            | 0        | 1            |                                                                       |
| Zimbabwe                                          | 0        | 1            |                                                                       |